# Valsequillo
|  | Per a altres significats sobre el municipi canari, vegeu «Valsequillo de Gran Canaria». |

Valsequillo és un municipi de la província de Còrdova a la comunitat autònoma d'Andalusia, a la comarca de Valle del Guadiato.

## Demografia
| 1996 | 1998 | 1999 | 2000 | 2001 | 2002 | 2003 | 2004 | 2005 | 2006 |
| ---- | ---- | ---- | ---- | ---- | ---- | ---- | ---- | ---- | ---- |
| 488  | 474  | 466  | 450  | 447  | 440  | 427  | 423  | 425  | 415  |